# Urnengräberfeld Leese
Koordinaten: 52° 30′ 39″ N, 9° 7′ 1″ O
Das Urnengräberfeld Leese ist ein vorgeschichtliches Gräberfeld in Leese in Niedersachsen, das während der vorrömischen Eisenzeit als Bestattungsplatz mit Urnen genutzt worden ist. Es zählt mit etwa 1.100 gefundenen Bestattungen zu den größten gefundenen Anlagen dieser Zeitepoche in Norddeutschland. Einzelne Urnen wurden bereits 1924 beim Bau eines Wohnhauses entdeckt. Zwischen 1978 und 1980 führte das Institut für Denkmalpflege eine Rettungsgrabung durch, da die Fundstelle durch die Ausweisung als Bauland von der Zerstörung bedroht war.

## Lage
Das Fundgelände befindet sich auf einer Hochterrasse unweit des Steilufers zur Niederung der Weser, die westlich liegt. Das Gräberfeld liegt nordöstlich von Leese und westlich der B 215, an die es unmittelbar angrenzt. Heute ist das Gelände bis auf wenige Grundstücke weitgehend mit einer Neubausiedlung bebaut, die nach der Ausgrabung entstanden ist.

## Entdeckung und Ausgrabungen
1924 fand ein Gärtnereibesitzer beim Bau seines Wohnhauses am Ortsrand von Leese drei Urnengefäße im Erdboden, deren Fund er dem Provinzialmuseum Hannover meldete. Eine vom Museum noch im selben Jahr vorgenommene Ausgrabung auf einer knapp 50 m² großen Fläche führte zum Auffinden von drei weiteren Urnen. 1931 unternahm das Museum eine größere Ausgrabung, nachdem der Gärtner bei Erdarbeiten auf seinem Grundstück erneut Urnen gefunden hatte. Bei mehreren folgenden Ausgrabungen bis in die Nachkriegszeit hinein wurden insgesamt 85 Urnen gefunden.
1976 wurden im Rahmen der archäologischen Landesaufnahme größere Konzentrationen von Keramikscherben und Knochen in der Feldmark nahe der bisherigen Fundstelle festgestellt, was auf eine größere Ausdehnung des Urnenfriedhofes schließen ließ. Der gesamte Bereich sollte 1978 als Bauland für Einfamilienhäuser freigegeben worden. Da das Gelände als archäologische Fundstelle bereits bekannt war, fand eine Überprüfung des Erdbodens statt. Dazu legte ein Radlader den Oberboden in einem längeren Suchschnitt frei, was zum Auffinden einer Urnenbestattung führte. Daraufhin kam es unter großem Zeitdruck zu einer Rettungsgrabung, bei der etwa 16.500 m² Fläche zu untersuchen waren. Sie erfolgte in drei Grabungskampagnen in den Jahren 1978 bis 1980. Dabei dürfte das Gräberfeld komplett freigelegt worden sein, wie weitere Sondagen in Richtung Norden, Westen und Osten ergaben. Lediglich im Süden im Bereich einer Obstplantage könnten sich noch weitere Bestattungen befinden. Der Besitzer hatte allerdings beim Pflanzen der Bäume keine Funde bemerkt.

## Funde
Bei den Ausgrabungen konnten etwa 1000 Grabstellen mit 800 Urnen und 200 Leichenbrandlager festgestellt werden. Die Urnen wurden im Block geborgen und mit Gipsbandage gesichert. Bei der Mehrzahl der Funde handelte es sich Urnengefäße aus Keramik. Fünf gefundene Gefäße waren aus Bronze. Bei den Leichenbrandlagern war zu vermuten, dass der Leichenbrand nicht in keramischen Gefäßen, sondern in Behältnissen aus Holz, Stoff oder Leder beigesetzt worden ist, die sich nicht erhalten haben. An den Leichenbrandlagern fanden sich zum Teil Beigefäße und Metallbeigaben, wobei gut erhaltene Fundstücke zwei Fibeln aus Bronze und eine Kreuznadel aus Bronze waren.
Zahlreiche Urnen waren von der ackerbaulichen Nutzung durch Pflügen im oberen Bereich beschädigt. In ihnen lagen neben dem Leichenbrand Beigaben, wie keramische Beigefäße als Tasse, Schälchen oder Napf sowie bronzene Fibeln, Nadeln, Ringe, Messer, Beschlagteile und Gürtelschnallen. Die Metallgegenstände dürften den Verstorbenen zuvor als Schmuck oder Trachtzubehör gedient haben. Da sie keinen Brandspuren aufwiesen, sind sie nach der Verbrennung des Verstorbenen in das Grab gelangt. Für die Deponierung der Beigefäße wird ein kultischer Hintergrund vermutet. Möglicherweise sollten die Verstorbenen für ein Weiterleben nach dem Tod mit Nahrungsmitteln versorgt werden.
Im Bereich von 40 dunklen Bodenverfärbungen, die auf frühere Gruben hinwiesen, fanden sich Keramik, Leichenbrand, Schlacke, Bronze- und Eisengegenstände. 20 dieser Gruben lassen sich als Ustrine erklären.

## Fundauswertung
Mit den ersten Ausgrabungen ab 1924 wurden etwa 85 Bestattungen festgestellt, bei der letzten Ausgrabung waren es knapp 1.000 Grabstellen. Mit insgesamt etwa 1.100 festgestellten Bestattungen ist die Anlage das bisher größte untersuchte Urnengräberfeld der Eisenzeit im norddeutschen Raum.
Eine erste Auswertung der Fundstücke ergab, dass das Gräberfeld in die ältere und mittlere vorrömische Eisenzeit in der Stufe Jastorf um 400 bis 150 v. Chr. zu datieren ist. Eine vollständige Auswertung der rund 1000 gefundenen Urnen erfolgte um das Jahr 2011 im Rahmen einer Dissertation an der Universität Göttingen und wurde vom Niedersächsischen Ministerium für Wissenschaft und Kultur gefördert.
Das Gräberfeld wird der Nienburger Kultur zugerechnet, obwohl nur wenige Nienburger Tassen gefunden wurden. Im Fundmaterial zeigen sich Verbindungen in weiter östlich liegende Gebiete, wie in das nordöstlich der Aller liegende Gebiet der Jastorf-Kultur. Auch zeigen sich an den Gefäßverzierungen der Urnen aus Leese Ähnlichkeiten zu Material der Lausitzer Kultur.
Die Fundauswertung ließ erkennen, dass die Menschen in der Eisenzeit über weitreichende Kontakte verfügten und mobil waren. Einige Funde weisen darauf hin, dass die Menschen Boote und Wagen besessen haben. So befand sich in einer Urne ein kleines Keramikgefäß, das mit seiner länglichen Form sowie der Ausprägung eines Steven den Eindruck eines Bootes macht, was im Zusammenhang mit der nahe gelegenen Weser stehen könnte.
Unter den Fundstücken sind viele gut erhaltene Metallgegenstände, darunter Teile, die als Radnägel und andere Wagenteile gedeutet werden können.
Einzelne Grablegungen erfolgten als Steinkistenbestattung, deren Sandsteinplatten aus den  ca. 7 km entfernten Rehburger Bergen stammen. Diese eisenzeitliche Bestattungsform ist eher im nordöstlich der Aller liegenden Gebiet der Jastorf-Kultur üblich.